# Campionati tedeschi di atletica leggera
I campionati tedeschi di atletica leggera sono una competizione nazionale di atletica leggera organizzata annualmente dalla Deutscher Leichtathletik-Verband.

## Storia
Si svolsero per la prima volta nel 1898 ad Amburgo, in quella occasione furono disputate solo tre gare 100, 200 e 1500 m piani.
Dal 1948 al 1990 sino alla caduta del muro di Berlino, e pertanto per 23 edizioni, si svolsero separatamente campionati della Germania Ovest e della Germania Est, dal 1991 sono tornati a svolgersi in un'unica competizione.

## Edizioni dal 1991
| Edizione | Anno | Città                | Sede                     | Data                  |
| -------- | ---- | -------------------- | ------------------------ | --------------------- |
| 91       | 1991 | Hannover             |                          | 26 - 28 luglio        |
| 92       | 1992 | Monaco di Baviera    |                          | 19 - 21 giugno        |
| 93       | 1993 | Duisburg             |                          | 9 - 11 luglio         |
| 94       | 1994 | Erfurt               | Steigerwaldstadion       | 1º - 3 luglio         |
| 95       | 1995 | Brema                |                          | 30 giugno - 2 luglio  |
| 96       | 1996 | Colonia              |                          | 21 - 23 giugno        |
| 97       | 1997 | Francoforte sul Meno |                          | 27 - 29 giugno        |
| 98       | 1998 | Berlino              |                          | 3 - 5 luglio          |
| 99       | 1999 | Erfurt               | Steigerwaldstadion       | 2 - 4 luglio          |
| 100      | 2000 | Braunschweig         | Eintracht-Stadion        | 29 - 30 luglio        |
| 101      | 2001 | Stoccarda            | Gottlieb-Daimler-Stadion | 29 giugno - 1º luglio |
| 102      | 2002 | Bochum               | Lohrheidestadion         | 5 - 7 luglio          |
| 103      | 2003 | Ulm                  | Donaustadion             | 28 - 29 luglio        |
| 104      | 2004 | Braunschweig         | Eintracht-Stadion        | 10 - 11 luglio        |
| 105      | 2005 | Bochum               | Lohrheidestadion         | 2 - 3 luglio          |
| 106      | 2006 | Ulm                  | Donaustadion             | 15 - 16 luglio        |
| 107      | 2007 | Erfurt               | Steigerwaldstadion       | 21 - 22 luglio        |
| 108      | 2008 | Norimberga           | EasyCredit-Stadion       | 5 - 6 luglio          |
| 109      | 2009 | Ulm                  | Donaustadion             | 4 - 5 luglio          |
| 110      | 2010 | Braunschweig         | Eintracht-Stadion        | 17 - 18 luglio        |
| 111      | 2011 | Kassel               | Auestadion               | 23 - 24 luglio        |
| 112      | 2012 | Bochum               | Lohrheidestadion         | 16 - 17 giugno        |
| 113      | 2013 | Ulma                 | Donaustadion             | 6 - 7 luglio          |
| 114      | 2014 | Ulma                 | Donaustadion             | 26 - 27 luglio        |
| 115      | 2015 | Norimberga           | Grundig Stadion          | 25 - 26 luglio        |
| 116      | 2016 | Kassel               | Auestadion               | 18 - 19 giugno        |
| 117      | 2017 | Erfurt               | Steigerwaldstadion       | 8 - 9 luglio          |
| 118      | 2018 | Norimberga           | Stadion Nürnberg         | 21 - 22 luglio        |
| 119      | 2019 | Berlino              | Olympiastadion           | 3 - 4 agosto          |